# Neidalia villacresi
Neidalia villacresi là một loài bướm đêm thuộc phân họ Arctiinae, họ Erebidae.